# Reevesita
La reevesita és un mineral de la classe dels carbonats que pertany al grup de la hidrotalcita. Rep el seu nom en honor de Frank Reeves (1886-1986), un geòleg d'exploració que l'any 1947 va trobar el meteorit Wolf Creek en el qual es va descobrir aquesta espècie mineral.

## Característiques
La reevesita és un carbonat de fórmula química Ni₆Fe3+
2(CO₃)(OH)16·4H₂O. Cristal·litza en el sistema trigonal en forma de plaquetes hexagonals, de fins a 0,1 mm, agrupades en agregats de gra fi. La seva duresa a l'escala de Mohs és 2.
Segons la classificació de Nickel-Strunz, la reevesita pertany a «05.DA: Carbonats amb anions addicionals, amb H₂O, amb cations de mida mitjana» juntament amb els següents minerals: dypingita, hidromagnesita, giorgiosita, widgiemoolthalita, artinita, indigirita, clorartinita, otwayita, zaratita, kambaldaïta, cal·laghanita, claraïta, hidroscarbroïta, scarbroïta, caresita, quintinita, charmarita, stichtita-2H, brugnatel·lita, clormagaluminita, hidrotalcita-2H, piroaurita-2H, zaccagnaïta, comblainita, desautelsita, hidrotalcita, piroaurita, stichtita, takovita i coalingita.

## Formació i jaciments
La reevesita ha estat trobada en diferents ambients de formació. Va ser descoberta en el meteorit Wolfe Creek, trobat a Halls Creek Shire (Austràlia Occidental, Austràlia) com a producte d'alteració d'aquest meteorit d'alt contingut en ferro i níquel altament meteoritzat. També ha estat trobada en cromatita a la pedrera Hagdale, a Unst (Escòcia, Regne Unit) i com a producte d'alteració de la violarita en una mena de níquel en una zona de contacte entre quarsita i roques ultramàfiques a Bon Accord, a Barberton (Província de Mpumalanga, Sud-àfrica). Els altres indrets on ha estat descrita es localitzen a Alemanya, l'Aràbia Saudí, l'Argentina, Austràlia, Àustria, Bolívia, el Brasil, Corea del Sud, Espanya, els Estats Units, Itàlia, el Japó, Polònia, el Regne Unit, Romania, Rússia i Suïssa.
Sol trobar-se associada a altres minerals com: goethita, maghemita niquèlica, jarosita, serpentina rica en níquel, apatita, lipscombita, violarita, trevorita ferrosa, wil·lemseïta, nimita, òpal, quars, honessita, hidrohonessita i theophrastita.